# Dobranoc, signora Campbell
Dobranoc, Signora Campbell (ang. Buona Sera, Mrs. Campbell) – amerykańska komedia filmowa z 1968 roku w reżyserii Melvina Franka. Gwiazdą filmu była włoska aktorka Gina Lollobrigida. Obraz otrzymał trzy nominacje do nagrody Złotego Globu.

## Fabuła
Włoszka Carla Campbell w czasie II wojny światowej miała romans z trzema amerykańskimi żołnierzami – Walterem, Justinem i Philem. Ze związku z jednym z mężczyzn urodziła się córka Gia. Sprytna Carla informuje każdego ze swych kochanków, że jest ojcem dziecka. W ten sposób przez lata otrzymuje potrójne alimenty i udaje się jej zbić małą fortunę. Sytuacja komplikuje się, gdy cała trójka postanawia przyjechać do Włoch, aby poznać Gię.

## Obsada
- Gina Lollobrigida – Carla Campbell
- Janet Margolin – Gia Campbell
- Telly Savalas – Walter Braddock
- Peter Lawford – Justin Young
- Phil Silvers – Phil Newman
- Lee Grant – Fritzie Braddock
- Marian McCargo – Lauren Young
- Shelley Winters – Shirley Newman
- Naomi Stevens – Rosa
- Philippe Leroy – Vittorio
- Giovanna Galletti – hrabina
- Renzo Palmer – major
- James Mishler – Stubby
- Dale Cummings – Pete

## Produkcja
Zdjęcia plenerowe kręcono głównie w miasteczku Ariccia, ale też i w innych miejscowościach prowincji Rzym (Canterano, Genzano di Roma, Monte Compatri, Monte Porzio Catone, Nemi, Rocca di Papa i Tivoli).